# Lincoln Financial Field
Pour les articles homonymes, voir LFF et Lincoln.
Le Lincoln Financial Field (LFF), également surnommé The Linc, est un stade de football américain situé à Philadelphie en Pennsylvanie dans le South Philadelphia Sports Complex qui intègre le Citizens Bank Park, et le Wells Fargo Center.
Depuis 2003, c'est la pelouse des Eagles de Philadelphie, une franchise de football américain évoluant dans la division Est de la National Football Conference en National Football League. Il est aussi le domicile de l'équipe de football américain de la Temple University, les Temple Owls. Le Lincoln Financial Field a une capacité de 67 594 places assises, il dispose de 172 suites de luxe et 10 828 sièges de club puis est entouré de parkings pouvant contenir 22 000 véhicules.

## Histoire
Surnommé The Linc, le Lincoln Financial Field est une vaste amélioration par rapport au vétuste Veterans Stadium. Vers la fin des années 1990, les Eagles de Philadelphie ont proposé qu'un nouveau stade servant uniquement pour le football américain soit établi à côté du Veterans Stadium. Les Eagles et les Phillies de Philadelphie de la Ligue majeure de baseball qui avaient partagé le Veterans Stadium pendant plus de trente ans étaient lassés de jouer dans ce stade. Pendant plusieurs années The Vet avait été considéré comme le plus mauvais terrain de la ligue, il fut démoli le 21 mars 2004. La construction du Lincoln Financial Field avait commencé le 7 mai 2001 et les cérémonies officielles se sont déroulées le 7 juin de la même année, c'est la firme architectural NBBJ Sports qui s'occupa de sa conception. En juin 2002, le Lincoln Financial Group acheta les droits d'appellation du nouveau bâtiment pour $139,6 millions de dollars sur 21 ans. The Linc fut inauguré le 3 août 2003, avec un match amical de pré-saison opposant Manchester United Football Club au FC Barcelone.
Les Eagles de Philadelphie ont joué leur premier match au Lincoln Financial Field contre les Buccaneers de Tampa Bay le 8 septembre 2003.
L'enceinte a organisé 4 matchs de groupe lors de la Coupe du monde de football féminin 2003, le NCAA Men's Lacrosse Championship en 2005 et 2006 puis le Army-Navy Game depuis 2003.

## Description
Le stade de 66 000 sièges est situé entre la 11e Street et Pattison Avenue et son coût de construction était de $512 millions de dollars. Il semble similaire à d'autres stades NFL qui ont été accomplis dans les années passées. Presque deux-tiers des sièges sont situés le long des lignes de touche, et sont à 18 mètres du terrain. Deux écrans videos Daktronics-HDTV se trouve entre les rangées inférieures et supérieures. Un certain nombre d'agréments sont au stade comprenant 172 suites de luxe, 10 828 sièges de club, une plaza, un magasin d'équipe, et le Eagles team store (boutique officielle de Eagles).

## Évènements
- Concert de Bruce Springsteen, 2003
- Army-Navy Game, depuis 2003
- 4 matchs de groupe de la Coupe du monde de football féminin 2003, septembre 2003
- NCAA Men's Lacrosse Championship, 2005 et 2006
- Gold Cup 2009 (1/4 de finale), 18 juillet 2009
- Matchs de la Copa América Centenario, juin 2016
- Concert de Guns N' Roses (Not in This Lifetime... Tour), 14 juillet 2016
- Concerts de Taylor Swift (The Eras Tour), 12, 13 et 14 mai 2023
- WrestleMania XL,  les 6 et 7 avril 2024

### Matchs de laCoupe du monde féminine de footballde 2003
- Voici les matchs de la Coupe du monde de football féminin 2003 ayant eu lieu au Lincoln Financial Field :
  - 20 septembre : Groupe A Nigéria 0 - 3 Corée du Nord
  - 20 septembre : Groupe B Norvège 2 - 0 France
  - 25 septembre : Groupe A États-Unis 5 - 0 Nigéria
  - 25 septembre : Groupe A Suède 1 - 0 Corée du Nord

## Galerie

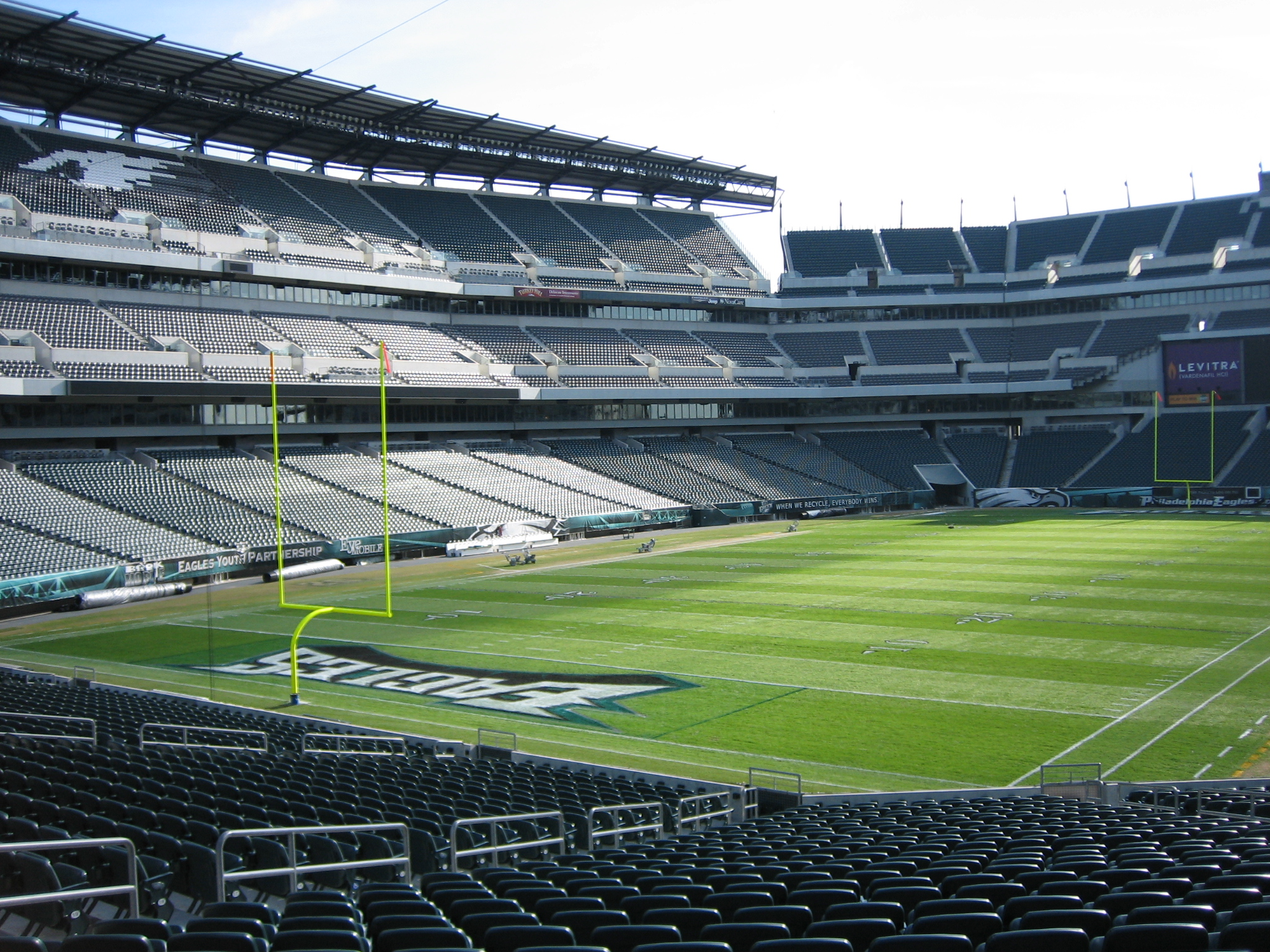
Antre des Eagles
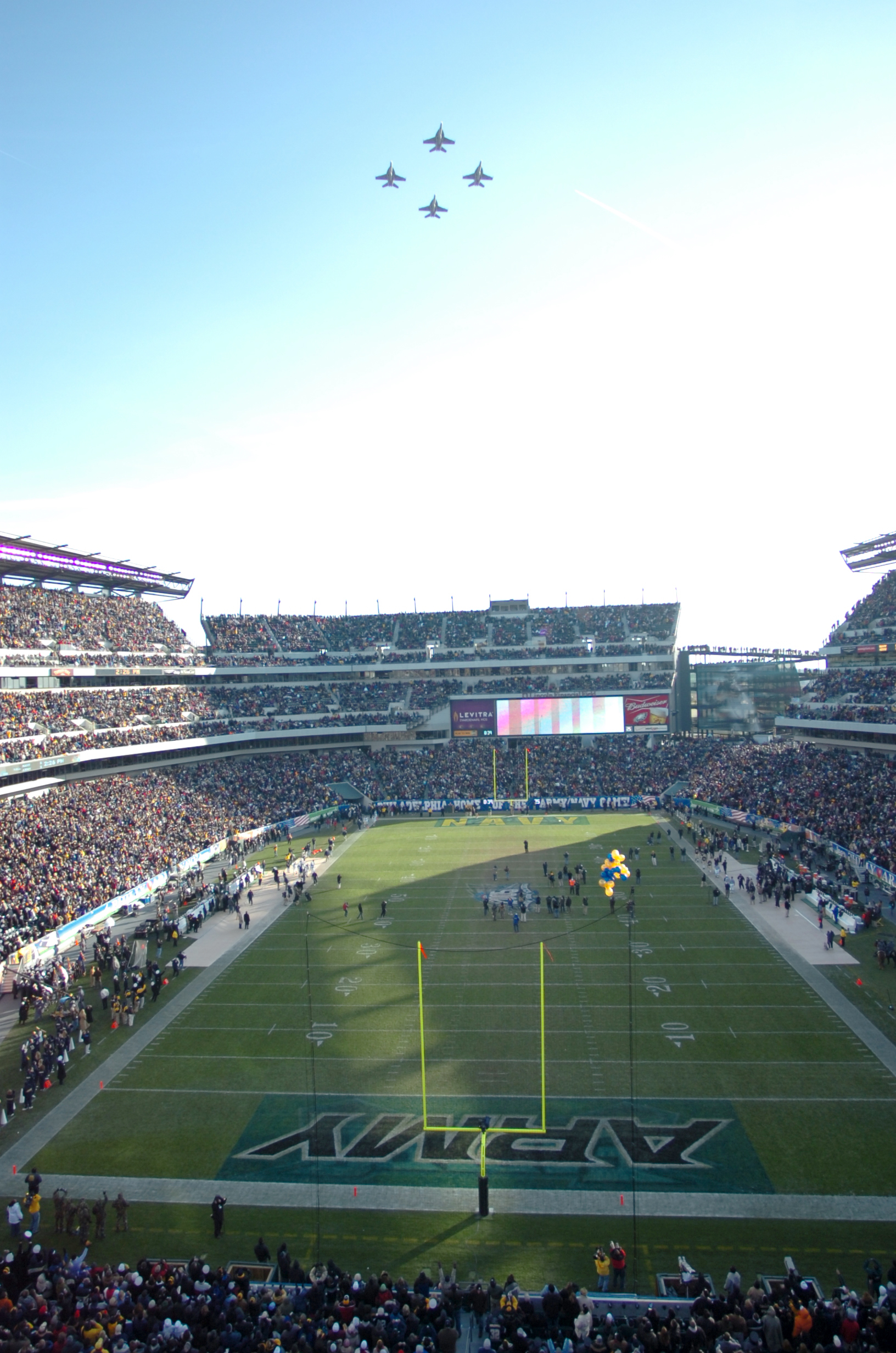
2005 Army-Navy Game
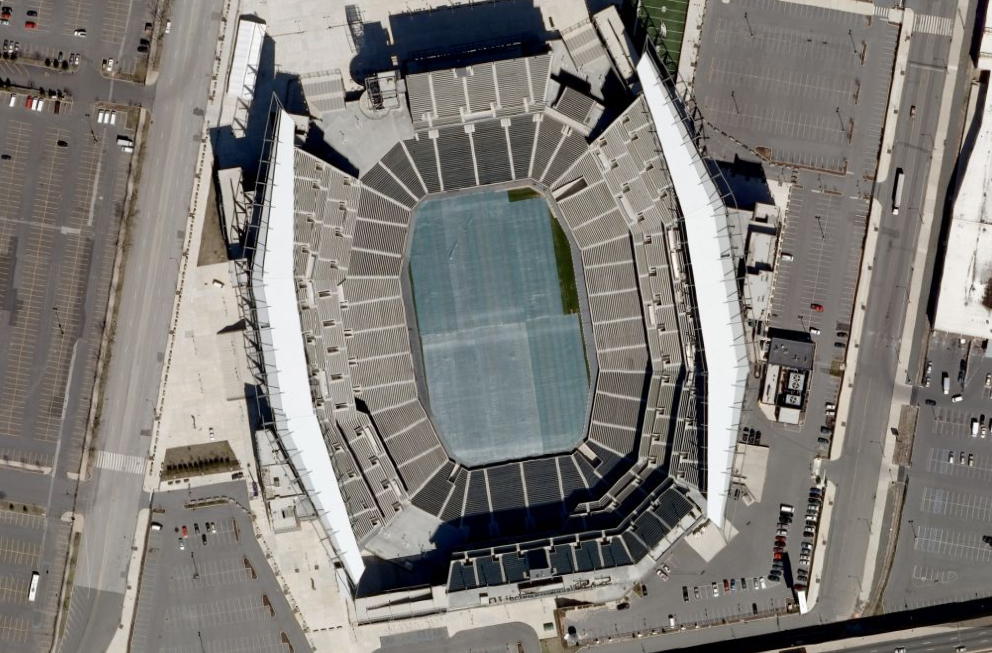
Image satellite